# 阿会喃
阿会喃（あかいなん）は、中国の通俗歴史小説『三国志演義』に登場する架空の武将。諸葛亮の南征で、孟獲配下の三洞元帥の1人として登場する。管轄は第三洞である。
他の元帥と共に5万の軍を率い蜀を攻撃するも、趙雲・馬忠の夜襲に敗れ、逃げるところを張翼に捕らえられる。後、諸葛亮に諭された上で釈放され、自洞に帰るも、孟獲に呼び出されてやむなく出陣。盧水で蜀と対する。阿会喃は董荼那の側面援助として沙口を守るが、董荼那は馬岱の罵倒を受けて、恥じて軍を引き上げている。
これにより罰せられて孟獲を恨んだ董荼那は、阿会喃等と相談して、孟獲を捕らえて諸葛亮に引き渡す。しかし、諸葛亮が孟獲を釈放してしまったため、阿会喃は董荼那等と孟獲に誘い出されて殺され、遺体を谷に捨てられてしまう。